# Xyeloblacus leucobasis
Xyeloblacus leucobasis är en stekelart som beskrevs av Van Achterberg och Altenhofer 1997. Xyeloblacus leucobasis ingår i släktet Xyeloblacus och familjen bracksteklar. Inga underarter finns listade i Catalogue of Life.